# Fritz Hjelte
Fritz Yngve Hjelte, född 10 augusti 1926 i Pjätteryds församling i Kronobergs län, död 18 april 2018, var en svensk ingenjör och professor i flygteknik.
Hjelte tog civilingenjörexamen 1951 vid Kungliga Tekniska högskolan (KTH) och teknologie licentiatexamen där 1956. Åren 1968–1972 var han överingenjör i Flygmaterielförvaltningen vid Försvarets materielverk och 1972–1991 var han professor i flygteknik vid KTH.
Fritz Hjelte invaldes 1975 som ledamot av Kungliga Krigsvetenskapsakademien.